# Зелёная Брама (лес)
Зелёная Бра́ма (укр. Зелена Брама) — лесной массив на правобережье реки Синюха около села Подвысокое Голованевского района Кировоградской области Украины. Ландшафтный заказник местного значения. На юге плавно переходит в лес Чагары.
Во время Великой Отечественной войны — место ожесточённых боёв в августе 1941 года.

## Боевые действия
Наступление группы армий «Юг» (конец июля — начало августа 1941 года) в ходе сражения под Уманью привело к окружению в районе Зелёной Брамы и последующей гибели ряда соединений 6-й и 12-й армий Юго-Западного фронта и отдельных частей Южного фронта Красной Армии. В 9 сёлах вокруг Зелёной Брамы находится 14 братских могил.

## Память
На опушке Зелёной Брамы установлен памятный знак из красного местного гранита, на котором высечено: 
«В этих краях 2—7 августа 1941 вели героические бои воины 6-й и 12-й армий под командованием генералов И. Н. Музыченко и П. Г. Понеделина».
В селе Подвысокое в местах расположения штабов армий установлены мемориальные доски.
В 1967 году создан народный музей, в котором собран большой материал о боях в районе Зелёной Брамы.

## В литературе
События 1941 года отражены в одноимённой повести Е. А. Долматовского, который попал в окружение и был пленён немцами в районе Зелёной Брамы.
В 2006 году вышла книга «Оточення вогневе» писателя-краеведа, прошедшего через плен участника боевых действий М. С. Ковальчука.